# Anastasio Fontebuoni

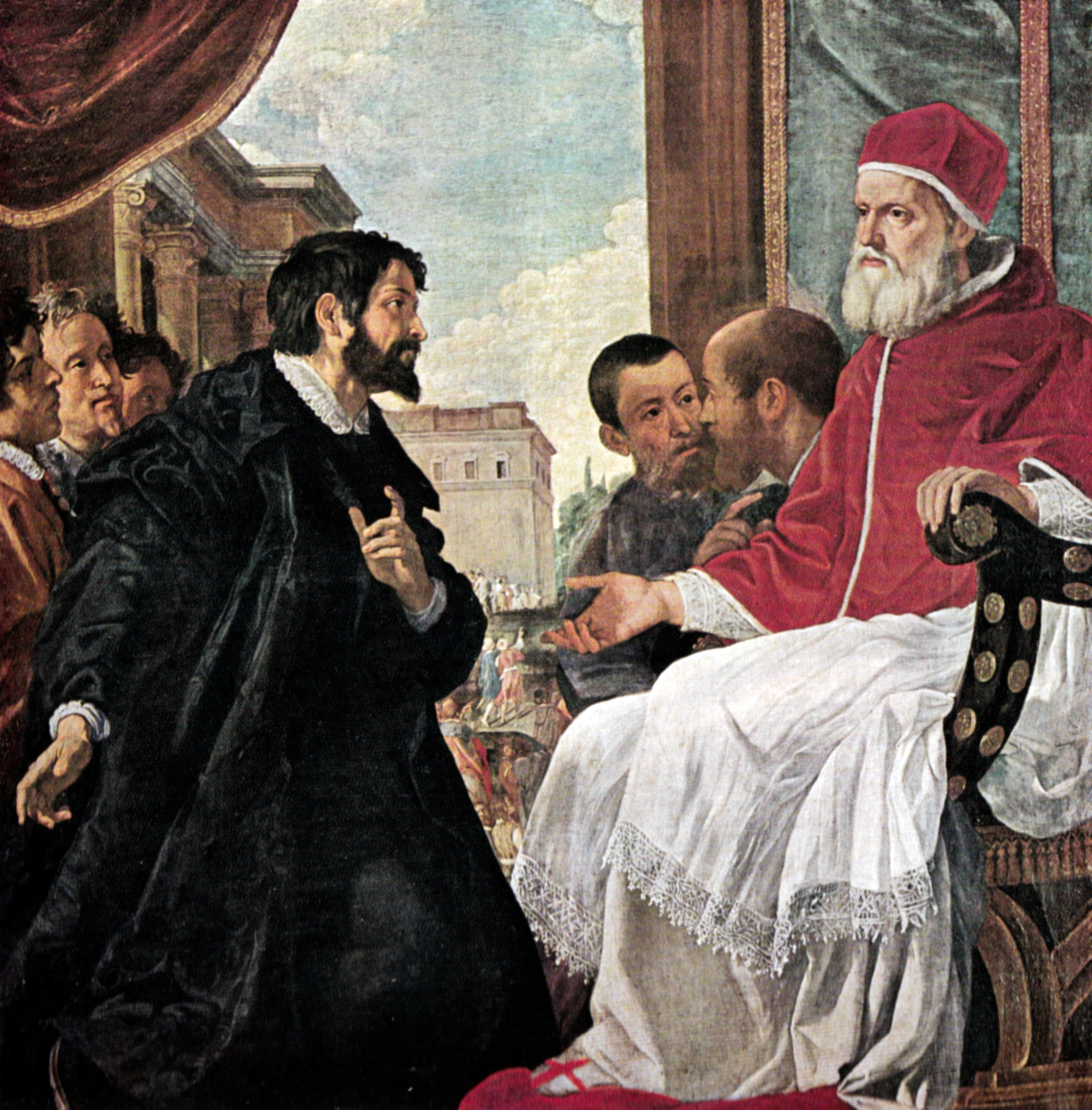
Michelangelo a Bologna si presenta a Giulio II, galleria di Casa Buonarroti

Anastasio Fontebuoni (Firenze, 1571 – Firenze, 1626) è stato un pittore italiano.

## Biografia
Allievo di Domenico Cresti, detto "il Passignano", le prime opere dipinte a Firenze, ricordate nella biografia dell'artista scritta da Filippo Baldinucci, sono tutte perdute, ad eccezione di un monocromo con le Nozze di Filippo II, conservato agli Uffizi.
Nel 1600 Fontebuoni si trasferì a Roma per dipingere affreschi nella chiesa di Santa Prisca e nella chiesa di Santa Balbina, commissionati rispettivamente dai cardinali Benedetto Giustiniani e Pompeo Arrigoni. Negli anni successivi subì l'influenza di Caravaggio e dei primi pittori caravaggeschi, come è evidenziato dalle opere dipinte a Roma tra il 1606 e il 1620: la Madonna e santi di Flaminio Rignano, l'Annunciazione di Santa Lucia in Selci, il San Gregorio di S. Gregorio al Celio, l'Annunciazione del Duomo di Albano, l'Adorazione dei Magi e l'Adorazione dei Pastori di Cori e la Morte della Vergine di S. Giovanni dei Fiorentini a Roma. In questi dipinti Fontebuoni dimostrò di essere uno dei pittori fiorentini più aperti all'influenza del naturalismo caravaggesco, assimilato non solo guardando alle opere del grande maestro lombardo, ma anche a quelle di alcuni precoci caravaggeschi come Giovanni Baglione, Orazio Gentileschi e Carlo Saraceni.
Nel 1620 Fontebuoni ritornò a Firenze, dove avrebbe dipinto fino alla morte, lavorando in alcuni dei più importanti cantieri pittorici, come la Galleria di Casa Buonarroti, il Casino Mediceo di S. Marco e la Villa di Poggio Imperiale. Il capolavoro del periodo fiorentino è la Visione di San Bernardo del 1621, in cui Fontebuoni dimostrò di saper interpretare il naturalismo caravaggesco in modo da conciliarlo con la tradizione del disegno fiorentino, esprimendosi in un raffinato purismo.